# Santa Bárbara (Cansahcab)
Santa Bárbara es una localidad, comisaría del municipio de Cansahcab en el estado de Yucatán localizado en el sureste de México.

## Toponimia
El nombre (Santa Bárbara) proviene de Bárbara (mártir).

## Demografía
Según el censo de 1995 realizado por el INEGI, la población de la localidad era de 0 habitantes.
| 55                          | 42 | 4 | 11 | 3 | 5 | 8 | ? | ? | 0 | 0 |
| (Fuente: INEGI [Consultar]) |    |   |    |   |   |   |   |   |   |   |